# Mecaphesa importuna
Mecaphesa importuna es una especie de araña cangrejo del género Mecaphesa, familia Thomisidae, orden Araneae.

## Distribución
Esta especie se encuentra en los Estados Unidos.

## Taxonomía
Fue descrita científicamente por Keyserling en 1881.
Tratamiento taxonómico
La especie aparece registrada y publicada en Neue Spinnen aus Amerika. III. Verhandlungen der Kaiserlich–Königlichen Zoologisch–Botanischen Gesellschaft in Wien 31: 269–314, pl. 11.